# Choustníkovo Hradiště
Choustníkovo Hradiště (do 1945 niem. Gradlitz) – wieś w Czechach Wschodnich, która znajduje się na Podgórzu Karkonoskim (286 m n.p.m.) w połowie drogi między miastami Jaroměř i Trutnov.

## Historia
Pierwsza wzmianka o miejscowości pochodzi z 1316. Nazwa Hradiště wskazuje, że już w czasach starosłowiańskich był tu gród. Na jego miejscu Půta z Turgova zbudował na początku XIV w. zamek. W 1382 Choustník należał do Krušinów z Lichtenburka, a następnie panów z Choustníka. Po ich wymarciu w 1410 miejscowość z zamkiem wielokrotnie zmieniała właścicieli. W pierwszej połowie XVI w. wieś uzyskała status miasta. W latach 1637–1651 należała do jezuitów. W 1645 zamek został zniszczony przez Szwedów. Od 1664 był własnością Šporków. Pod koniec XVII w. zamek został przebudowany na kobiecy klasztor celestynek, który funkcjonował do 1739. Wkrótce zamek opustoszał i w 1820 został rozebrany.

## Zabytki
- Barokowy kościół św. Krzyża z lat 1760-1770 według projektu L. Niederröckera (na miejscu starszego, który był wzmiankowany w 1637)
- Probostwo z 1723
- Pomnik i cmentarz 145 ofiar „marszu śmierci“ z lutego 1945